# Dysoxylum pallens
Dysoxylum pallens là một loài thực vật có hoa trong họ Meliaceae. Loài này được Hiern mô tả khoa học đầu tiên năm 1875.